# Catch Hell
Catch Hell (Brasil: Sobrevivendo ao Inferno ) é um filme produzido nos Estados Unidos, dirigido por Ryan Phillippe e lançado em 2014.